# Rüti (Zurique)
Rüti é uma comuna da Suíça, no Cantão Zurique, com cerca de 11 391 habitantes. Estende-se por uma área de 10,19 km², de densidade populacional de 1 118 hab/km². Confina com as seguintes comunas: Bubikon, Dürnten, Eschenbach (SG), Jona (SG), Wald.
A língua oficial nesta comuna é o alemão.